# Albert Crusat i Domènech
Albert Crusat Domènech (nascut a Rubí, Barcelona el 13 de maig del 1982) és un exfutbolista català de la dècada de 2000.

## Equips
- 2001-2002: RCD Espanyol B
- 2002-2003: RCD Espanyol
- 2003-2004: Rayo Vallecano
- 2004–2005: UE Lleida
- 2005–2011: UD Almería
- 2011-2013: Wigan Athletic
- 2014: Bnei Sakhnin FC.